# Unickie seminarium duchowne w Chełmie
Unickie Seminarium Duchowne w Chełmie – unickie seminarium duchowne, utworzone w Chełmie w 1759 roku przez unickiego biskupa chełmskiego Maksymiliana Ryłło.
Początkowo seminarium było prowadzone przez diecezjalnych kapłanów unickich, ale już w 1769 roku przeszło pod opiekę księży Bazylianów. W 1804 roku decyzją rządu austriackiego seminarium zostało zlikwidowane. Otwarto je ponownie w 1810 roku. Po likwidacji unii kościelnej w 1875 roku seminarium przekształcono na prawosławne.
Seminarium unickie funkcjonowało jako trzyletnia szkoła wyższa. Program nauczania obejmował: Pismo św., historię Kościoła, prawo kanoniczne, teologię dogmatyczną, moralną i pastoralną, katechezę i paleografię. 